# Jättjärn (naturreservat)
Jättjärn är ett naturreservat i Sollefteå kommun i Västernorrlands län.
Området är naturskyddat sedan 2006 och är 52 hektar stort. Reservatet består av brandpräglad talldominerad barrskog..